# Francisca Chiponda
Francisca Chiponda, född 1738, död 1825, var en afro-portugisisk handelsman, godsägare och gruvägare. Hon var en betydande affärsmagnat i Portugisiska Östafrika (Moçambique), och är känd för sin finansiering av Portugals expedition från Moçambique till Kazembe (Zambia) 1790, och Portugals misslyckade försök att korsa Afrika från östkusten till västkusten 1798.
Hon tillhörde den afro-portugisiska klass som utgjorde den styrande aristokratin i kolonin Moçambique. Kolonister kom inte till Moçambique i några större antal förrän i slutet av 1800-talet, och kolonins styrande klass utgjordes därför av ättlingarna till de få manliga portugiser som bosatt sig där och deras afrikanska hustrur. Dessa afroportugiser styrde stora gods med slavarbetskraft som ärvdes på kvinnolinjen, och dess arvtagerskor kallades allmänt för Donas. Francisca Chiponda var en av de rikaste av dessa Donas-arvtagare. Hon ägde ett stort gods som hon skötte med slavar, och bedrev även guldgruvor med slavarbetskraft. 
Hon gifte sig 1750 med João Moreira Pereira (d. 1776), generalguvernör i Portugisiska Östafrika.